# Človeški safari
Človeški safari je izraz, ki se uporablja za opisovanje ruske teroristične kampanje v Hersonski oblasti v Ukrajini, ki z brezpilotnimi letalniki načrtno cilja ukrajinske civiliste čez reko Dneper.

## Ozadje
Mesto Herson je Rusija okupirala v začetku ruske invazije na Ukrajino leta 2022, konec istega leta pa ga je Ukrajina osvobodila skupaj z delom Hersonske oblasti na desnem bregu Dnepra. Ruska vojska je ostala prisotna na drugi strani Dnepra, le nekaj sto metrov od mesta. Prek reke je izvajala ostrostrelske, raketne in artilerijske napade. Civilisti so poskrbeli za »varnost« pred napadi z zadrževanjem za stavbami in v stanovanji, ki so obrnjena stran od reke.
Konec maja 2024 so Rusi pričeli čez reko v mesto pošiljati komercialne brezpilotne letalnike (drone), ki so bili predelani za nošnjo bomb. Po poročanju novinarke Zarine Zabriske so te napadi do julija povsem spremenili dinamiko življenja v mestu, ljudje si niso več upali stopiti ven. Kyiv Post je poročal, da so brezpilotni letalniki v Hersonu julija in avgusta povzročili polovico vseh žrtev. Dnevno so zabeležili do sto napadov.
Napade s komercialnimi droni ruski vojski omogoča bližina mesta na drugi strani reke, nekaj kar ni mogoče drugje na fronti, kjer morajo za napade na civiliste uporabljati orožja daljšega dosega. Domačini so konstantno obstreljevanje opisali kot poskus »kaznovanja«.
Roman Mročko, vodja vojaške administracije Hersona, je predlagal možnost, da Rusi civiliste v Hersonu uporabljajo za treniranje pilotov dronov. Lokalne oblasti in organizacija Centre for Information Resilience (CIR) sta sporočili, da Rusi Herson uporabljajo za trening operaterjev dronov in preučevanje novih tehnik napadov. Večina napadov je bila izvedenih na premikajoča in stoječa vozila, kar je CIR označil za tarče, ki jih je v testnih pogojih težje pripraviti.

### Človeški safari
Po stopnjevanju napadov na civiliste z droni, so domačini kampanjo začeli imenovati »človeški safari«.

## Primeri in žrtve
Po poročanju vojaške uprave Hersona, je med 1. julijem in 9. septembrom 2024 bilo 547 žrtev, od tega jih je polovica bila delo brezpilotnikov. TSN je 9. septembra poročal, da je bilo tisti dan izvedenih rekordnih 330 napadov kamikaze dronov in 224 napadov z letalniki, ki so predelani, da odvržejo bombe. Po poročanju lokalnih oblasti je bilo med sredino julija in začetkom decembra na Herson in okolico izvedenih preko 9500 napadov z droni, v katerih je bilo ubitih najmanj 37 ljudi, več sto pa ranjenih.
Napadene civilne tarče so vključevale ljudi, ki so čakali na avtobusnih postajah, avtomobile, ljudi na tržnicah, otroke v parkih, šole, avtobuse in reševalna vozila. Poročali so tudi o brezpilotnikih z zažigalnimi bombami in termitom, ki so napadali hiše. Priljubljene tarče so rešilci, gasilska in policijska vozila ter humanitarni konvoji. Po poročanju lokalnih prostovoljcev in strokovnjakov, so bili zabeleženi primeri dvojnih napadov, kjer so po prvem napadu bili napadeni še reševalci, bombni tehniki in gasilci, ki so prispeli na prizorišče. Nekateri droni so po celotnem mestu odmetavali majhne protipehotne mine, ki so zakamuflirane, da se težje opazijo.
Forbes je natančneje poročal o »tipičnem primeru« napada; mati dveh otrok je med vožnjo s kolesom domov opazila ruski brezpilotnik, ki ji je začel slediti. Letalniku je poskusila ubežati, vendar je ta nanjo odvrgel granato, ki je eksplodirala pri njenih nogah in jo onesposobila. Napad so Rusi posneli in objavili na Telegram programu ter pospremili z mežikajočim emojijem in lažnim opisom, da gre za »vojaka«.
V nekem drugem primeru napada, so Rusi javno delili posnetek na katerem so napadli vozilo komisariata ZN za begunce.
BBC je opisal primer, v katerem je moški po prihodu domov z dela na svojem vrtu kadil cigareto in govoril s sosedom, nakar je slišal zvok drona, ki mu je nato neuspešno skušal zbežati - ta je nanj spustil ročno granato in ga ubil.
Januarja 2025 je direktorica onkološke bolnišnice v Hersonu opisala napade na paciente, reševalce in uslužbence bolnice. 11. novembra 2024 sta bili zažgani dve reševalni vozili, naslednji dan pa poškodovano še tretje. 26. novembra je na poti v službo bila ubita vodja bolnišničnega laboratorija. Med čakanjem na sorodnika, ki je bil na zdravljenju v bolnišnici, je bil na parkirišču ubit moški. Tudi sama je dvakrat bežala pred brezpilotniki. V začetku zime so morali ponavljajočih napadov iz bolnišnice evakuirati vse paciente. Ta je bila nato 20. decembra uničena v ruskem napadu z jadralnimi bombami.
Rusko obrambno ministrstvo ni podalo odzivov na vprašanja o napadih na civiliste.

### Deljenje posnetkov na družbenih omrežjih
Brezpilotniki napade na civiliste snemajo. Nato so deljeni na ruskih družbenih omrežjih, predvsem na različnih Telegram kanalih. Mnogi brezpilotniki so kupljeni s pomočjo donacij ruskih civilistov, vojaki, ki jih prejmejo, pa nato delijo posnetke ukrajinskih smrti kot dokaz donatorjem o »učinkovitosti« njihovih donacij. Nekaterim posnetkom je dodana pop glasba.
Guverner Hersonske oblasti je napade opisal kot »načrtni terorizem« in dodal, da »vidijo in se zavedajo koga napadajo, hkrati pa posnetke napadov delijo na družbenih omrežjih in se z njimi bahajo.« Organizacija Centre for Information Resilience, ki preiskuje zlorabe človekovih pravic, je dokumentirala in potrdila pristnost 90 posnetkov napadov na civiliste v Hersonu, ki so jih objavili Rusi.
Telegram kanali ruskih enot so objavljali sporočila civilistom, da bodo napadli vsa vozila v območjih mesta ob reki (napadi so sicer bili tudi daleč izven teh območij) in od njih zahtevala, da jim izdajo lokacije ukrajinske vojske.
BBC je identificiral Telegram kanal, na katerem so se pojavili prvi posnetki napadov z brezpilotniki. Ob vsakem posnetku so bili dodani sovražni komentarji in grožnje ukrajinski javnosti. Žrtve so bile pogosto opisane kot »svinje«, ena izmed žrtev je bila tudi zasmehovana, ker je bila ženska. Kanal je hkrati tudi objavljal slike brezpilotnikov in druge opreme in se Rusom zahvaljeval za donacije.
Marca 2025 je ukrajinski kanal Televizija Toronto objavil raziskavo identitet najbolj znanih ruskih pilotov dronov, ki sodelujejo v človeškem safariju.